# Karl-Heinz Helbing
Karl-Heinz Helbing (Magonza, 7 marzo 1957) è un ex lottatore tedesco, specializzato nella lotta greco-romana.

## Palmarès

### Olimpiadi
- 1 medaglia:
  - 1 bronzo (Montréal 1976 nei pesi welter)